# إيرني فيلدز
إيرني فيلدز (بالإنجليزية: Ernie Fields)‏ هو موسيقي أمريكي، ولد في 28 أغسطس 1904 في ناكوغدوشس في الولايات المتحدة، وتوفي في 11 مايو 1997 في تلسا في الولايات المتحدة.

## وصلات خارجية
- إيرني فيلدز على موقع IMDb (الإنجليزية)
- إيرني فيلدز على موقع ميوزك برينز (الإنجليزية)
- إيرني فيلدز على موقع أول ميوزيك (الإنجليزية)
- إيرني فيلدز على موقع ديسكوغز (الإنجليزية)